# Hans-Christer Holmberg
Hans-Christer Holmberg, född 2 september 1958 i Katarina församling i Stockholm, är professor i idrottsvetenskap vid Mittuniversitetet. 

## Biografi
Hans-Christer Holmberg disputerade 2005 vid Karolinska Institutet med avhandlingen ”Physiology of Cross-Country-Skiing”. Den handlade om biomekanik, lung- cirkulations- och muskelfysiologi med fokus på arbete med överkroppen. 
2009 förordnades han till docent och 2010 professor på Mittuniversitetet och han har sedan 2007 byggt upp och haft ansvar för forskningscentrat Nationellt Vintersportcentrum vid samma universitet.
Holmberg är sedan 2005 utvecklingschef på Sveriges Olympiska Kommitté. 
2011 fick Hans-Christer Holmberg forskningsmedel från Centrum för Idrottsforskning för att fokusera på aktivitetsnära forskning med syfte att stärks svensk idrotts internationella konkurrenskraft.
Han har emottagit både det lilla respektive stora priset i idrottsvetenskap från Sveriges centralförening för idrottens främjande.

## Publikationer i urval
- 2005 - Biomechanical analysis of double poling in cross-country skiers. Med Sci Sports Exerc
- 2006 - Contribution of the legs to double-poling performance in elite cross-country skiers. Med Sci Sports Exerc.
- 2004 - Maximal muscular vascular conductances during whole body upright exercise in human. J Physiol.
- 2005 - Why doe arms extract less oxygen than legs during exericise. Am J Physiol Regul Integr Comp Physiol.
- 2003 - Leg and arm lactate and substrate kinetics during exercise. Am J Physiol Endocrinol Metab